# Eloeophila irene
Eloeophila irene är en tvåvingeart som först beskrevs av Alexander 1927.  Eloeophila irene ingår i släktet Eloeophila och familjen småharkrankar. Inga underarter finns listade i Catalogue of Life.